# Șciotove
Șciotove (în ucraineană Щотове) este o așezare de tip urban din orașul regional Antrațît, regiunea Luhansk, Ucraina. În afara localității principale, mai cuprinde și satul Zelenîi Kurhan.

## Demografie
Conform recensământului din 2001, majoritatea populației așezării de tip urban Șciotove era vorbitoare de rusă (82,35%), existând în minoritate și vorbitori de ucraineană (13,52%) și romani (3,53%).